# Akúzovo
Akúzovo (en rus: Акузово) és un poble de l'óblast de Nijni Nóvgorod, a Rússia, segons el cens del 2010 tenia 391 habitants, pertany al municipi d'Atxka.